# Памятник Уральскому добровольческому корпусу
Памятник Уральскому Добровольческому корпусу расположен в Перми, в сквере напротив Дома офицеров на Сибирской улице. Посвящён пермякам, соорудившим на свои сбережения корпус танка Т-34-76. Всего произведено 760 штук.
На высоком каменном постаменте установлена мощная боевая машина Т-34. Рядом с постаментом стела. На ней надпись: «Вечная слава героям, воинам Добровольческого танкового корпуса!»
На другой стороне стелы перечислены города, освобождённые уральскими танкистами:
«Боевой путь Уральского добровольческого танкового корпуса, 1943—1945 гг.: Орёл, Унеча, Каменец-Подольский, Тернополь, Золотев, Львов, Перемышль, Кельце, Пиотркув, Штейнау, Кебен, Ратибор, Берлин, Прага».
Уральский добровольческий корпус участвовал в операциях:
- Орловско-Курской
- Проскурово-Каменец-Подольской
- Львовско-Сандомирской
- Висло-Одерской
- Берлинской

Авторы памятника — пермский скульптор П. Ф. Шардаков, архитекторы А. П. Загородников, О. Н. Шорина.
Сооружён по инициативе воинов-ветеранов, участвовавших в годы Великой Отечественной войны в его составе в боях, к 20‑й годовщине формирования пермской (молотовской) танковой бригады в Перми. Памятник открыт 11 марта 1963 года.